# Pandemia de COVID-19 en Alaska
Se confirmó que la pandemia de COVID-19 llegó al estado estadounidense de Alaska el 12 de marzo de 2020.
El 11 de marzo, la oficina del gobernador Mike Dunleavy declaró el estado de emergencia para garantizar que todas las entidades tengan los recursos de respuesta necesarios.  Al día siguiente , se anunció al público el primer caso, un ciudadano extranjero en Anchorage. 

## Impacto
El 21 de marzo de 2020, se determinó que Ketchikan , una pequeña ciudad costera de aproximadamente 8,000 residentes ubicada en el sureste de Alaska, tenía un grupo de seis casos de COVID-19. La ciudad se refugió en el lugar durante los siguientes 14 días.  El 24 de marzo de 2020, se encontraron tres casos más de COVID-19 en Ketchikan, lo que eleva el total a nueve.  Al día siguiente, el total de casos llegó a 11.  El 1 de abril de 2020, el número de casos positivos de COVID-19 en Ketchikan aumentó a 14.

## Medidas
A principios de marzo, el gobernador Mike Dunleavy activó el Centro Estatal de Operaciones de Emergencia del Departamento de Asuntos Militares y de Veteranos de Alaska.  La Fuerza de Tarea Conjunta-Alaska se puso en pie para proporcionar un esfuerzo coordinado para el Ejército de Alaska y la Guardia Nacional Aérea, la Fuerza de Defensa del Estado de Alaska y la Milicia Naval de Alaska para apoyar al estado. 
El 13 de marzo, el gobernador Dunleavy ordenó el cierre de las escuelas públicas del 16 al 30 de marzo,  que luego se extendió hasta el 1 de mayo.  Se aconsejó a los distritos escolares que encontraran formas de utilizar el aprendizaje remoto, pero hubo preocupación sobre el impacto en los estudiantes más jóvenes, estudiantes de educación especial y áreas pequeñas y remotas donde el aprendizaje en línea es más difícil. 
El 17 de marzo, el gobernador Dunleavy anunció la creación del Equipo de Estabilización Económica de Alaska (AEST). 
A partir del 18 de marzo, los restaurantes se restringieron a la comida para llevar y la entrega a domicilio, y se cerraron los lugares de entretenimiento como los cines y los gimnasios.
El alcalde de Anchorage, Ethan Berkowitz, emitió una "orden de refugio de emergencia" a partir del 22 de marzo.  Algunos negocios fueron cerrados en Fairbanks North Star Borough y Ketchikan Gateway Borough .  Algunas aldeas restringieron los viajes aéreos.  Mike Dunleavy ordenó que todos los que llegaran a Alaska se pusieran en cuarentena durante 14 días a partir del 25 de marzo, con excepciones limitadas. 
El 19 de mayo, el gobernador Dunleavy anunció el levantamiento de todos los mandatos estatales para negocios y reuniones públicas, manteniendo solo un período de cuarentena obligatorio (pero no aplicado) para las personas que vienen de fuera del estado. 
En junio de 2020, Dunleavy anunció una nueva extensión de la medida de cuarentena de dos semanas que requeriría que los viajeros que visiten el estado presenten una prueba negativa del virus si no están dispuestos a ponerse en cuarentena durante dos semanas. 

## Comunidades remotas
Para el 22 de marzo, algunas aldeas remotas intentaban aislarse. 
En caso de que se identifique un caso de COVID-19 en una comunidad remota, el plan estatal es transportar al paciente a una ciudad central para recibir tratamiento en lugar de enviar trabajadores médicos al área remota. 

## Estadísticas
| Municipio | Casos | Hosp. | Muertes | Recov.    | Pop (2020) | casos / 100k | Árbitro. |
| --- | ----- | ----- | ------- | --------- | ---------- | ------------ | -------- |
| 20/30 | 743   | 61    | 12      | 464       | 807,541    | 92.01        | Árbitro. |
| Distrito este de las Aleutianas | 8     | 0     | 0       | 0         | 2,938      | 0,00         |          |
| Anclaje | 346   | 32    | 6       | 206       | 291,845    | 118,56       |          |
| Distrito de la Bahía de Bristol y Municipio de Lake and Peninsula | 2     | 1     | 0       | 1         | 869        | 80,29        |          |
| Distrito de Denali | 5     | 0     | 0       | 0         | 1.860      | 0,00         |          |
| Distrito de Fairbanks North Star | 114   | 10    | 2       | 83        | 95,898     | 118,88       |          |
| Municipio de Haines | 2     | 0     | 0       | 1         | 2.516      | 79,49        |          |
| Juneau | 39    | 6     | 0       | 35        | 31,986     | 121,93       |          |
| Municipio de la península de Kenai | 119   | 6     | 2       | 71        | 58,367     | 203,88       |          |
| Municipio Ketchikan Gateway | 21    | 2     | 0       | dieciséis | 13,739     | 152,85       |          |
| Distrito de la isla de Kodiak | 3     | 0     | 0       | 1         | 13,001     | 23.08        |          |
| Distrito de Matanuska-Susitna | 54    | 2     | 1       | 29        | 106,438    | 50,73        |          |
| Municipio de North Slope | 3     | 0     | 0       | 1         | 9,886      | 30.35        |          |
| Municipio del noroeste del Ártico | 4     | 0     | 0       | 2         | 7.715      | 51,85        |          |
| San Petersburgo | 4     | 1     | 1       | 3         | 3226       | 123,99       |          |
| Sitka | 11    | 0     | 0       | 2         | 8.532      | 128,93       |          |
| Skagway | 9     | 0     | 0       | 0         | 1.095      | 0,00         |          |
| Wrangell | 3     | 0     | 0       | 1         | 2.400      | 125,00       |          |
| Yakutat | 2     | 0     | 0       | 0         | 540        | 0,00         |          |
| Área del censo occidental de las Aleutianas | 0     | 0     | 0       | 0         | 5.579      | 0,00         |          |
| Área del censo de Bethel | 6     | 0     | 0       | 3         | 18,131     | 33.09        |          |
| Área del censo de Chugach | 0     | 0     | 0       | 0         | 6.734      | 0,00         |          |
| Área del censo de Copper River | -     | -     | -       | -         | 2,764      | -            |          |
| Área del censo de Dillingham | -     | -     | -       | -         | 4.887      | -            |          |
| Área del censo de Hoonah-Angoon | -     | -     | -       | -         | 2,145      | -            |          |
| Área del censo de Kusilvak | -     | -     | -       | -         | 8.180      | -            |          |
| Área del censo de Nome | 5     | 0     | 0       | 3         | 9,831      | 50,86        |          |
| Área del censo Prince of Wales-Hyder | 2     | 0     | 0       | 2         | 6.194      | 32,29        |          |
| Área del censo del sureste de Fairbanks | 3     | 1     | 0       | 3         | 6.891      | 43,54        |          |
| Área del censo de Yukon-Koyukuk | 2     | 0     | 0       | 1         | 5.198      | 38,48        |          |
| Actualizado el 20 de junio de 2020 Los datos son informados públicamente por el Departamento de Salud y Servicios Sociales de Alaska (Alaska DHSS) |       |       |         |           |            |              |          |
| 1. ^ Municipio donde reside una persona con un caso positivo, no donde fue diagnosticado. La ubicación de la infección original puede variar. 2. ^ Los casos notificados incluyen casos presuntos y confirmados. Los números de casos reales probablemente sean más altos. 3. ^ a b "-" indica que actualmente no hay datos disponibles para ese municipio, no que el valor sea cero. 4. ^ a b c d e f g Ciudad-municipio consolidado 5. ^ a b c d e f g h i j k Esta área de censo es una de las once áreas de censo que componen el distrito no organizado de Alaska 6. ^ No hay datos disponibles de Alaska DHSS 7. ^ No hay datos disponibles de Alaska DHSS 8. ^ No hay datos disponibles de Alaska DHSS 9. ^ No hay datos disponibles de Alaska DHSS |       |       |         |           |            |              |          |

### Rangos de edad
| Años  | Casos  | Casos      |
| Años  | Número | Fallecidos |
| ----- | ------ | ---------- |
| 80+   | 8      | 1          |
| 70–79 | 25     | 5          |
| 60–69 | 55     | 1          |
| 50–59 | 69     | 1          |
| 40–49 | 56     | 0          |
| 30–39 | 75     | 2          |
| 20-29 | 68     | 0          |
| 10-19 | 23     | 0          |
| 0–9   | 9      | 0          |
| Total | 388    | 10         |

Fuente: ADHSS, 14 de mayo de 2020. 